# Чивита-ди-Баньореджо
Чивита-ди-Баньореджо — деревня в коммуне Баньореджо провинции Витербо Центральной Италии.

## История
Чивита-ди-Баньореджо была основана этрусками 2500 лет назад. Чивита-ди-Баньореджо была местом рождения Св. Бонавентура, который умер в 1274 году.
В 1695 году жители, муниципальная власть и епископ вынуждены были переехать из Чивита-ди-Баньореджо в Баньореджо из-за сильного землетрясения, которое ускорило эрозию горы. В то время эта земля была частью Папской области. К XVIII веку город окончательно пришёл в упадок.
В XIX веке Чивита-ди-Баньореджо стала «островом» и процессы эрозии ещё ускорились. В 1870 году Чивита-ди-Баньореджо, как и вся Папская земля, не считая Ватикана, была включена в состав Италии. Сейчас Баньореджо (бывший пригород Чивиты) все знают как маленький, но процветающий город, в то время как Чивита-ди-Баньореджо прозвали «умирающий город» (итал. La città che muore). На территории Чивита-ди-Баньореджо имеются действующие церковь, ресторанчики, кафе, закусочные, мини-отели и сувенирные лавки, в которых также продаются керамика и типичные итальянские продукты.

## Местоположение
Чивита-ди-Баньореджо была построена на рыхлом вулканическом туфе, который сформировал гору. Из города открывается вид на долину реки Тибр. Находится примерно в 120 километрах от столицы Италии — Рима.